# William A. Cobban
William Aubrey „Bill“ Cobban  (* 31. Dezember 1916 in Anaconda, Montana; † 21. April 2015 in Lakewood, Colorado) war ein US-amerikanischer Paläontologe und Geologe.
Cobban studierte an der University of Montana in Missoula (Bachelor-Abschluss 1940) und arbeitete ab 1940 für eine Ölgesellschaft (Carter Oil Company in Tulsa, später Teil von Exxon). 1946 setzte er sein Studium an der Johns Hopkins University fort mit der Promotion 1949. Ab 1948 arbeitete er für den United States Geological Survey, wo er mit John B. Reeside über die Biostratigraphie des Western Interior zusammenarbeitete, wozu er mit Feldarbeiten in den Bentonit-Schichten der Oberkreide in Montana und South Dakota begann. 1992 ging er beim USGS in den Ruhestand.
Er befasste sich insbesondere mit mariner Paläontologie (speziell Ammoniten und andere Wirbellose) und Stratigraphie der späten Kreide in Nordamerika (Western Interior Seaway). 1985 erhielt er die Paleontological Society Medal und 1990 die Raymond C. Moore Medal for Paleontology. 1974 erhielt er den Meritorious Service Award und 1986 den Distinguished Service Award des US-Innenministeriums.
Er war Fellow der American Association for the Advancement of Science, Fellow der Paleontological Society, der Geological Society of America, der Society for Sedimentary Geology (SEPM) und der American Association of Petroleum Geologists.